# 梶田舞
梶田 舞（かじた まい、1987年1月26日 - ）は、東京都台東区出身の女子競輪選手。日本競輪選手会埼玉支部所属（当初は栃木支部所属）。日本競輪学校（当時。以下、競輪学校）第104期生。師匠は坂本英一（同59期生）。弟子は山本レナ（同106期生、引退）。

## 来歴
小学生の頃から、オリンピック出場を夢見てトライアスロンに打ち込む。中学では陸上部、高校では水泳部に入り、部活のあとにトライアスロンの練習をしていた。
東京都立駒場高等学校時代、全国高校生トライアスロン大会で2003年 4位、2004年 3位の実績を挙げる。その後、スポーツ科学・オリンピック選手・スポーツ指導者・体育教員養成で著名な日本体育大学体育学部に進学し、同校のトライアスロン部に入部したもののオリンピック強化指定選手には選ばれなかったことで1年余で退部し、スポーツ学などの勉学と自主トレーニングなどに打ち込んだ。
しかし、トライアスロンが好きで忘れられず日体大卒業後の2010年、トライアスロン関東選手権に出場。この大会には、後にガールズケイリン選手となる加瀬加奈子（102期）も出場しており、総合成績は梶田が5位で加瀬が11位であったものの、バイク（自転車）だけの成績（ラップタイム）を見ると加瀬が2位で梶田は7位であった。バイクでの加瀬の走りに刺激を受けた梶田は、今後は自転車競技に取り組みたいと考え、宇都宮競輪場を訪ねて坂本英一を紹介してもらったところ、坂本から「来年（2012年）からガールズケイリンが始まるので、まずは競輪学校入学を目指してもらいたい」と言われたことから、同校を受験。2011年12月16日、同校104回試験に合格した。
2013年3月29日、競輪学校を卒業。在校競走成績は第5位（18勝）。同年5月10日、京王閣競輪場でデビューし初勝利を挙げた。そして同年6月8日、いわき平決勝を制し初優勝。また、104期生として初めて加瀬に黒星をつけた。さらに、デビューから半年の早さで同年末に行われたガールズグランプリ2013に初選出され、結果は5着。
2014年9月1日、それまでデビュー以来3ヶ月間負けなしの快進撃を続けてきた小林優香を決勝戦で破り、小林の連勝記録を22でストップさせる。その後、賞金獲得額上位により年末の大一番、ガールズグランプリ2014の出場選手に選出される。12月28日のグランプリ（岸和田）当日、それまでデビュー以来45戦44勝（唯一敗北を喫したのが梶田）の小林優香を再び破り優勝、賞金1000万円を獲得。同時に、ガールズケイリン3代目賞金女王ともなった。
その後も安定した活躍を続け、第3回ガールズケイリンフェスティバル（2016年、川崎）で優勝。また、ガールズグランプリは2017年まで通算5年連続5回の出場を果たす。2015年は6着に終わったが、2016年は最後の直線で逃げる奥井迪を交わし1着となり、2年ぶりにガールズグランプリを制覇し再び賞金1000万円を獲得、同時に2年ぶり2回目の賞金女王となった。2017年のガールズグランプリは選考期間中の獲得賞金額で7位となり辛うじて出場権を獲得するも、3着であった。
2017年3月6日、広島での初日予選7Rで1着となり、2016年11月16日から続く（ガールズグランプリ2016も含む）連勝記録を23に伸ばし、ガールズケイリンにおける連勝新記録を達成した。翌7日の予選でも勝利し連勝記録を24に伸ばしたが、最終日8日の決勝では最後の直線で小林優香に交わされ2着（1/4車輪）となり、今度は自身の連勝記録を小林に止められた。
2019年12月21日、取手でのFII決勝戦で2着となり、同期の石井寛子に次ぎガールズケイリン2人目となる通算獲得賞金額1億円を突破。
2020年11月13日、弥彦FII（ミッドナイト）2日目第2レース予選2で日野未来マークから差し切って1着となり、ガールズケイリン史上6人目となる通算300勝を達成。但し、デビューから7年7か月3日（登録日含まず）での達成のため、JKAからの表彰対象とはならなかった。
2021年11月3日、静岡競輪場で行われたガールズケイリン決勝レースで落車。負傷を治療する際に併せて検査を受けたところ癌が発見され、12月27日に手術を受けた。ただ、癌は初期のものであったため、のち日常生活には問題なく過ごせており、2022年2月7日からの小田原FII（モーニング）よりレースに復帰した。
2022年4月19日付けで、デビューより在籍していた栃木支部から埼玉支部へ移籍した。
特別競走については、ガールズグランプリを2回、ガールズケイリンフェスティバルを1回、それぞれ制覇したが、ガールズケイリンコレクションは2014年3月ステージで初出場以降複数回出場したが優勝できぬまま同大会は終了した（GIレース新設のため終了。なお、最高は2019年8月の名古屋ステージ・アルテミス賞と2020年8月の名古屋ステージ・アルテミス賞での2着）。
2024年6月3日、向日町FIでインから抜け出し優勝。2021年4月4日の大宮FI以来、3年ぶりの優勝であった。

## 人物
- 愛称は「栃木の弾丸娘」、「カジマイ」。
- 好きなタレントは歌手の西野カナ。
- 2016年に友人が拾ってきた猫を「けむし」（普段は「けむちゃん」）と名付けて飼っている[1]。
- 2017年6月29日、プロ野球の福岡ソフトバンクホークス対北海道日本ハムファイターズの試合前の始球式を務め、見事なストライクの投球を披露した[21]。
- 山本レナが引退半年ほど前に志願してきたことを受けて、師弟関係となる。梶田の選手プロフィールでも山本レナが弟子という記載がある（以下の外部リンク参照）ほか、自身の旧ツイッターでも「レナは私にとって、最初で最後のかわいい弟子です」とツイートした[22]（同時に、ガールズケイリン選手で初の弟子持ちともなった）。なお、ツイッターは旧アカウントを閉鎖して暫く休止していたが、2020年3月から新アカウントで再開した。
- アマチュアの後輩に長年自転車を貸しており、2022年になって、その自転車を自分が再度乗るようになった[23]。

## 主な獲得タイトルと記録
- 2014年 - ガールズグランプリ2014（岸和田競輪場）
- 2016年 - ガールズケイリンフェスティバル（川崎競輪場）、オッズパーク杯ガールズグランプリ2016（立川競輪場）
- 年間賞金女王（2回） - 2014年、2016年
- ガールズケイリン連勝記録 - 24連勝（2016年11月16日 - 2017年3月7日）※2021年に児玉碧衣が25連勝し更新
- 通算獲得賞金額1億円突破 - 2019年12月21日、取手FII決勝戦
- 通算300勝達成 - 2020年11月13日、弥彦FII2日目予選2

## 関連記事
- スポーツ無敗記録一覧